# グレイテスト・ヒッツ・チャプター・ワン
『グレイテスト・ヒッツ・チャプター・ワン』（Greatest Hits – Chapter One）は、バックストリート・ボーイズの1枚目のベスト・アルバム。

## 解説
2001年に発売されたこの作品はその時までに発売されたシングルを集めたもので、すぐにミリオンセラーに輝いた。ただし、日本盤には「ゴーイン・オン」が含まれていない。また、海外では「ザ・ヒッツ チャプター・ワン」（The Hits – Chapter One）という名称で売られている。2004年には、ボーナス・トラック2曲を追加収録した、日本だけのスペシャル盤が発売されている。

## 収録曲
1. アイ・ウォント・イット・ザット・ウェイ (I Want It That Way)
2. エヴリバディ (Everybody (Backstreet's Back))
3. 君が僕を愛するかぎり (As Long As You Love Me)
4. ショウ・ミー・ザ・ミーニング・オブ・ビーイング・ロンリー (Show Me The Meaning Of Being Lonely
5. クイット・プレイング・ゲームズ (Quit Playing Games (With My Heart) )
6. オール・アイ・ハフ・トゥ・ギヴ (All I Have To Give)
7. ラージャー・ザン・ライフ (Larger Than Life)
8. エニホエア・フォー・ユー (Anywhere For You)
9. ゲット・ダウン (Get Down (You're The One For Me))
10. 届かぬ思い（I'll Never Break Your Heart）
11. ザ・コール (The Call)
12. シェイプ・オブ・マイ・ハート (Shape Of My Heart)
13. ザ・ワン (The One)
14. モア・ザン・ザット (More Than That)
15. ドゥラウニング　〜　なんでこんなに好きなんだろう（Drowning）
16. ザ・パーフェクト・ファン (The Perfect Fan)（日本盤ボーナストラック）

### スペシャル・エディション盤 ボーナストラック（日本のみ）
1. イフ・ユー・ニュー・ワット・アイ・ニュー (If You Knew What I Knew)
2. マイ・ハート・ステイズ・ウィズ・ユー (My Heart Stays With You)